# 1 p.n.e.
| [ Edytuj tabelę ] |                                                      |
| Król Armenii      | - 2 p.n.e. Erato (królowa) 2                         |
| Cesarz Chin       | - 7 p.n.e. Han Aidi 1 p.n.e. - 1 p.n.e. Han Pingdi 6 |
| Król Kapadocji    | - 36 p.n.e. Archelaos 17                             |
| Król Kommageny    | - 12 p.n.e. Antioch Filokajsar 17                    |
| Władca Korei      | - 19 p.n.e. Yuri 18                                  |
| Król Mauretanii   | - 25 p.n.e. Juba II 23                               |
| Król Nabatei      | - 9 p.n.e. Aretas IV 40                              |
| Król Partów       | - 2 p.n.e. Fraates V 4                               |
| Cesarz Rzymu      | - 27 p.n.e. Oktawian August 14                       |
| Król Tracji       | - 11 p.n.e. Remetalkes I 12                          |

Rok 1 p.n.e.
stulecia: II wiek p.n.e. ~
I wiek p.n.e. ~
I wiek

lata: 11 p.n.e. «
5 p.n.e. «
4 p.n.e. «
3 p.n.e. «
2 p.n.e. «
1 p.n.e. »
1 »
2 »
3 »
4 »
10

## Urodzili się
- 25 grudnia – Jezus Chrystus (data według Dionizjusza Małego, zgodnie z interpretacją tekstu Dionizego przez większość specjalistów).

Inne możliwe: 6 p.n.e., 4 p.n.e. lub 1 n.e.

## Zmarli
- Han Aidi – cesarz chiński z dynastii Han (ur. 27 p.n.e.)
- Zhao Feiyan, cesarzowa Chin (ur. ≈43 p.n.e.)[1].